# Josef Omáčka
Josef Omáčka (30. března 1869 Beroun – 20. října 1939 Rakovník) byl český varhaník a hudební skladatel.

## Život
Základy hudebního vzdělání získal ve svém rodišti u místních varhaníků Nešvery a Šťastného. V roce 1884 vstoupil na Varhanickou školu v Praze. Vedle toho navštěvoval Pivodovu a Lukesovu pěveckou školu a studoval hru na housle u J. Štrogla a hru na klavír u Hugo Rosiho. Ještě v době studií byl varhaníkem v kostele maltézského řádu Panny Marie pod řetězem. Po absolvování školy byl krátce ředitelem kůru ve Zbraslavi a v Kouřimi.
V roce 1890 se stal učitelem hudby na reálném gymnáziu a ředitelem kůru v Rakovníku. Zde již setrval až do své smrti. Za jeho působení se Rakovník stal centrem kulturního života kraje. Byl sbormistrem zpěváckého spolku a založil smyčcové kvarteto. Z hudebníků Rakovníka a okolí vytvořil hudební soubor, se kterým prováděl i opery (Hubička, Prodaná nevěsta, V studni, Dobrou noc, pane Pantalone), operety (Žádný muž a tolik děvčat, Edip král) a uvedli i Stabat Mater Antonína Dvořáka. Vedle toho dbal na vysokou úroveň chrámového sboru, kde uvedl na 70 mší předních českých i světových skladatelů.
V roce 1929 se vzdal řízení pěveckého spolku a svou činnost omezil na chrám sv. Bartoloměje a hudební výuku na Reálném gymnáziu Zikmunda Wintra. Za svou dlouholetou práci získal zlatou medaili a v roce 1939 i čestné uznání zemské školní rady.
Bratr Karel Omáčka (1874–1938) byl rovněž hudebníkem. Působil jako ředitel kůru v Suchdole nad Lužnicí a byl autorem drobných skladeb.

## Dílo

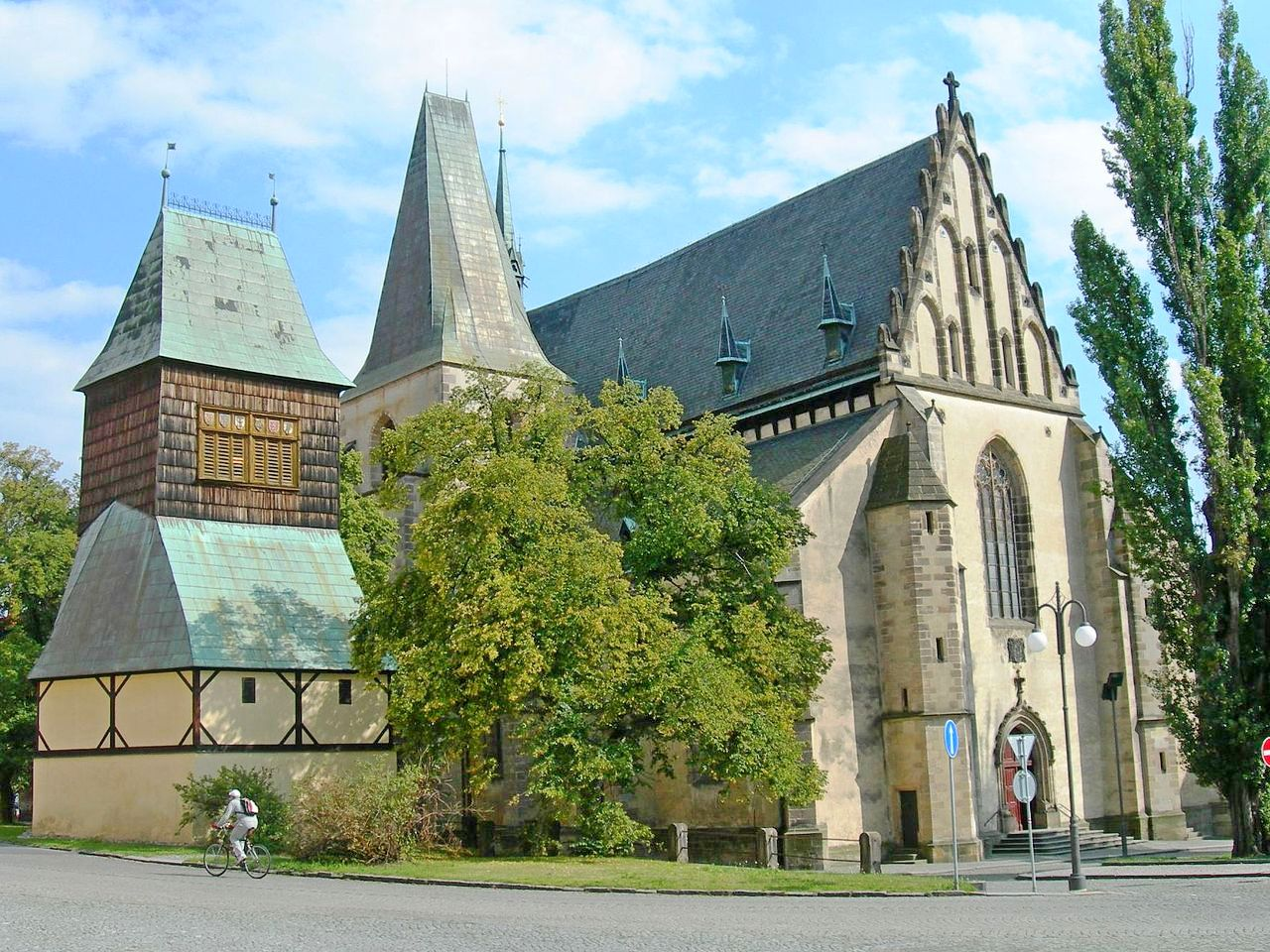
Kostel sv. Bartoloměje, Rakovník

Jeho skladatelské dílo obsahuje 96 číslovaných děl, což představuje na 212 jednotlivých skladeb. Zhruba polovinu z tohoto počtu jsou chrámové skladby.
Významnější díla:
- Na českém mlýně (opera)
- Jubilejní, kantáta pro dětský sbor, sóla, recitaci a orchestr k výročí 100 let rakovnické reálky
- Hudba ke cvičení s kužely na VI. všesokolskému sletu
- 4 mše
- Ave Maria
- 4 pastorální Pange lingua
- Touha po domovu pro housle a klavír
- Maličkosti, klavírní kvintet
- Valčíky pro smyčcový kvintet
- Smuteční hudba
- Píseň Čechův, mužský sbor
- Rakovnická, ženský sbor